# Рависканина (Казерта)
Рависканина (итал. Raviscanina) је насеље у Италији у округу Казерта, региону Кампанија.
Према процени из 2011. у насељу је живело 629 становника. Насеље се налази на надморској висини од 356 м.

## Становништво
| 1931. | 1936. | 1951. | 1961. | 1971. | 1981. | 1991. | 2001. | 2011. |
| ----- | ----- | ----- | ----- | ----- | ----- | ----- | ----- | ----- |
| 1.317 | 1.400 | 1.526 | 1.520 | 1.496 | 1.497 | 1.433 | 1.352 | 1.376 |